# Boisleux-au-Mont
Boisleux-au-Mont ist eine französische Gemeinde mit 522 Einwohnern (Stand 1. Januar 2022) im Département Pas-de-Calais in der Region Hauts-de-France. Sie gehört zum Arrondissement Arras, zum Kanton Arras-3 und zum Kommunalverband Urbaine d’Arras.

## Lage
Die Gemeinde Boisleux-au-Mont liegt am Südostrand des Artois, zehn Kilometer südlich von Arras. Das Gemeindegebiet wird vom Fluss Cojeul durchquert. Nachbargemeinden von Boisleux-au-Mont sind Mercatel im Norden, Boisleux-Saint-Marc im Osten, Hamelincourt im Südosten, Moyenneville im Süden, Boiry-Saint-Martin im Südwesten, Boiry-Sainte-Rictrude im Westen sowie Ficheux im Nordwesten. Im Westen der Gemeinde befindet sich eine Zuckerfabrik mit eigenem Bahnanschluss.

## Bevölkerungsentwicklung
| Jahr                       | 1962 | 1968 | 1975 | 1982 | 1990 | 1999 | 2006 | 2014 | 2022 |
| -------------------------- | ---- | ---- | ---- | ---- | ---- | ---- | ---- | ---- | ---- |
| Einwohner                  | 381  | 395  | 381  | 409  | 449  | 407  | 494  | 511  | 522  |
| Quellen: Cassini und INSEE |      |      |      |      |      |      |      |      |      |

## Sehenswürdigkeiten

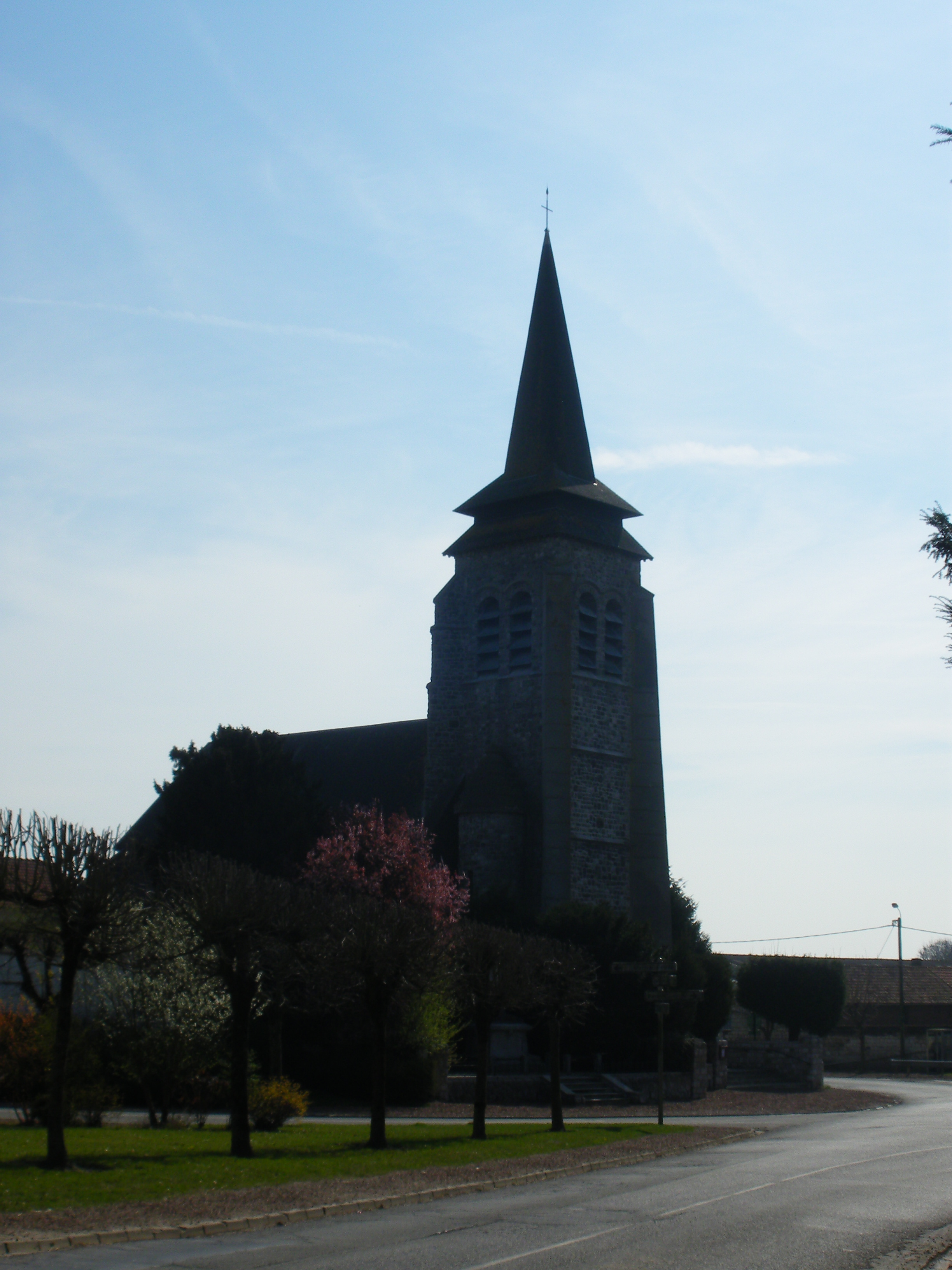
Kirche Saint-Vaast
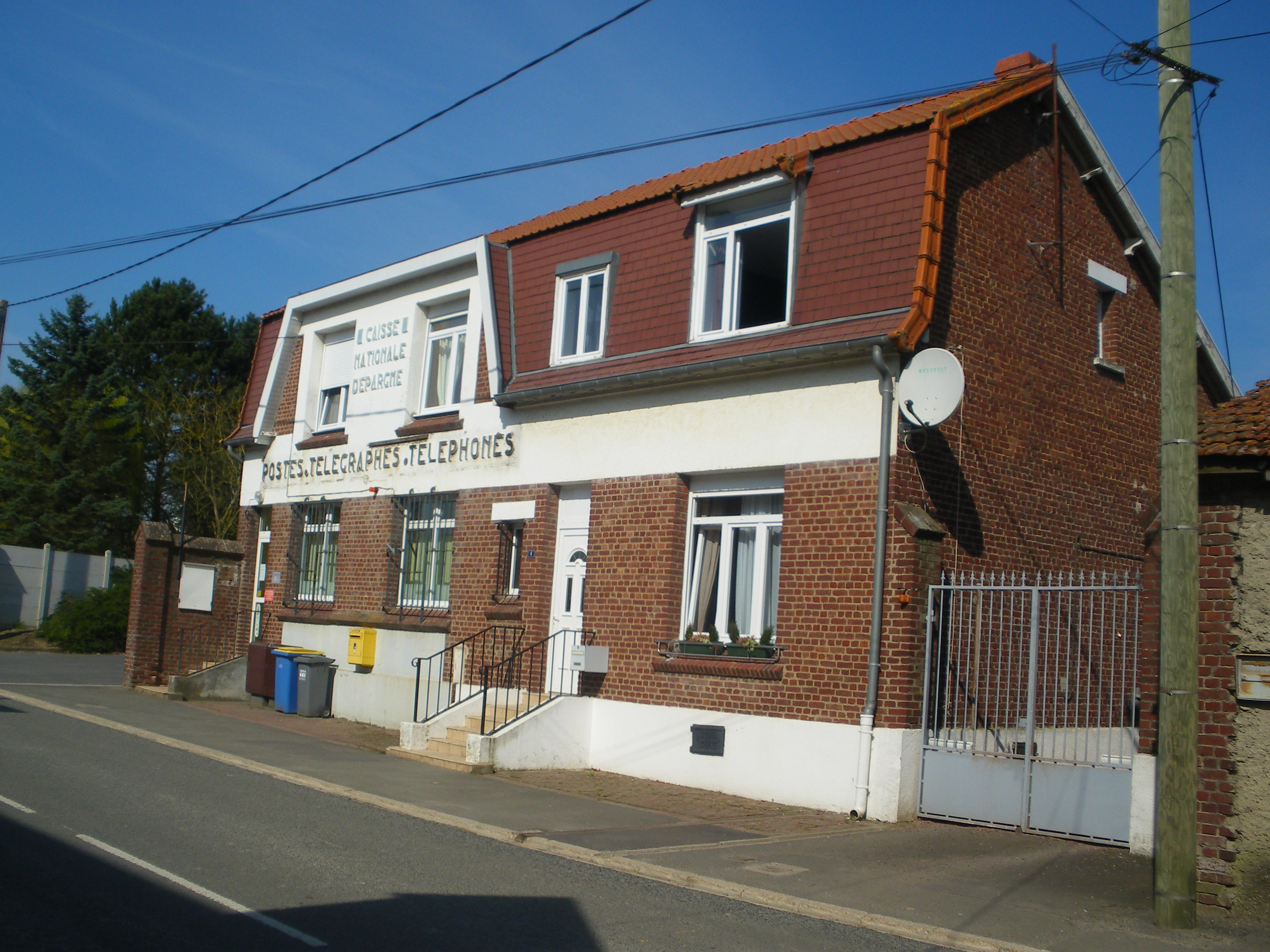
Postamt
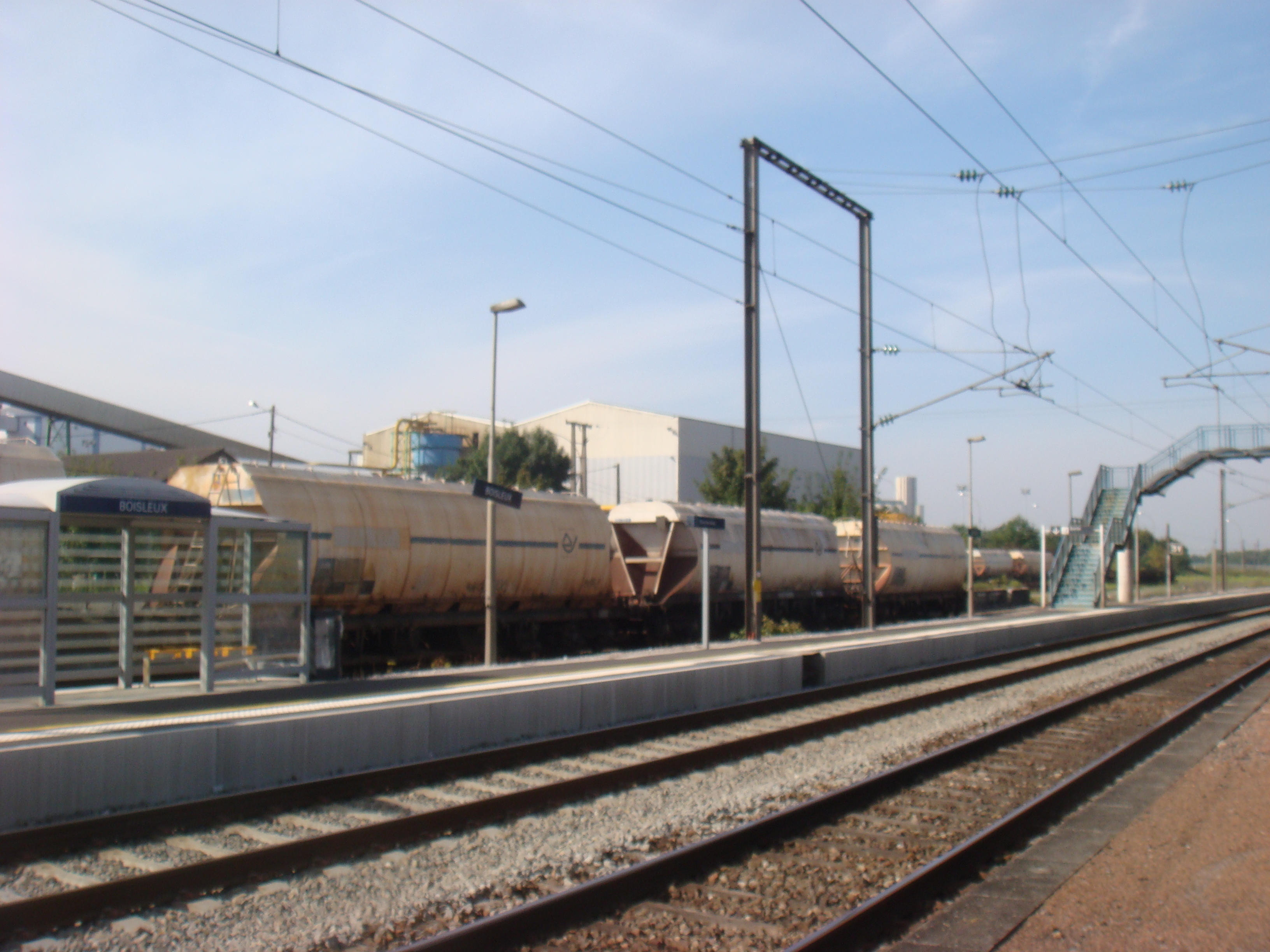
Bahnhaltepunkt
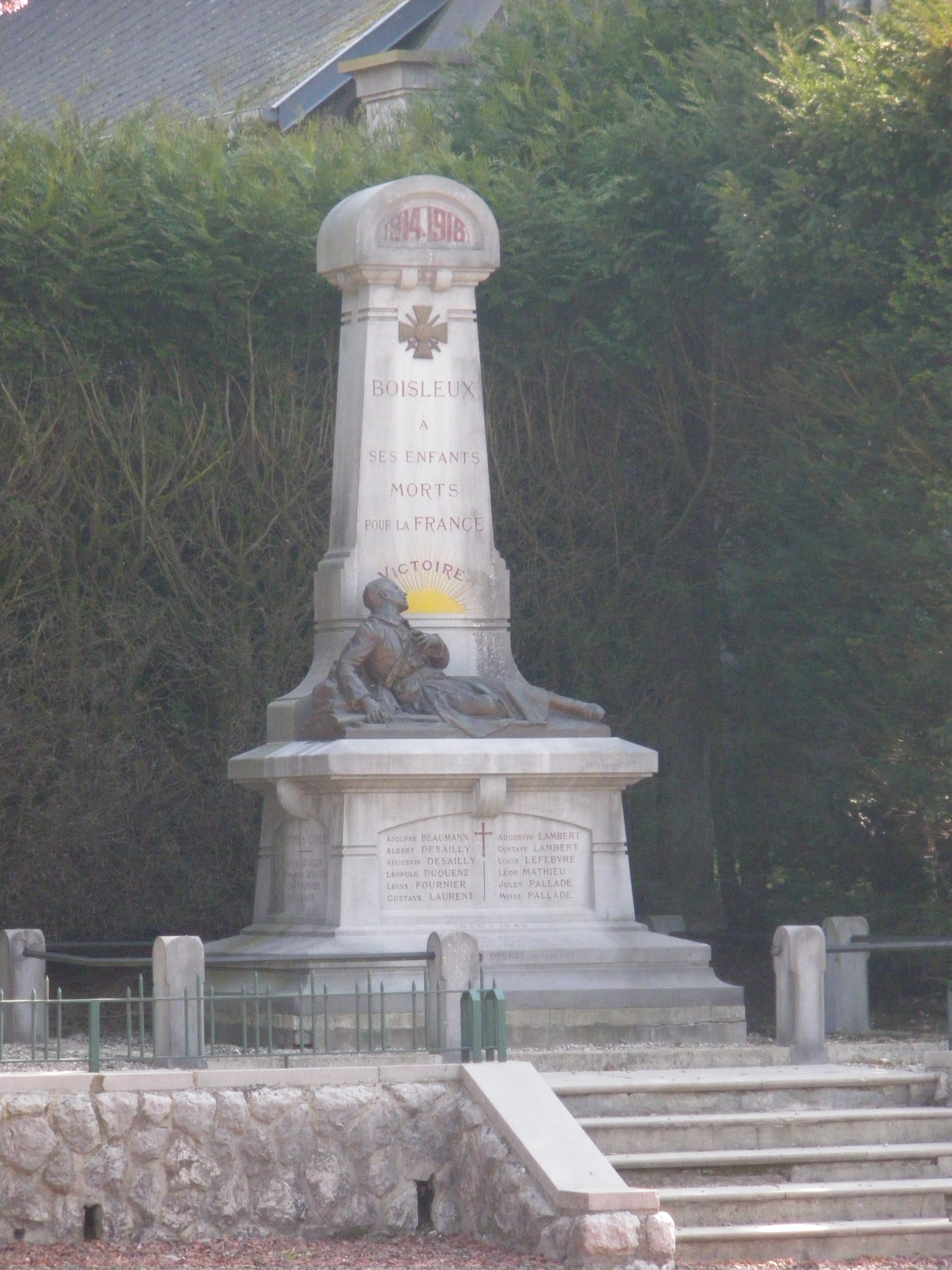
Gefallenendenkmal

- Kirche Saint-Vaast
- Postamt
- Bahnhaltepunkt
- Gefallenendenkmal